# Kim Moo-kyo
Kim Moo-kyo (Gyeongju, 27 agosto 1975) è un'ex tennistavolista sudcoreana.

## Carriera
Ha vinto la sua più prestigiosa medaglia nel doppio dell'Olimpiade di Sydney 2000, dove giunse sul terzo gradino del podio.